# Ньютаунгор
Ньютаунгор (англ. Newtowngore; ирл. An Baile Nua de Gaor, ранее известен как Ducarrick) — деревня в Ирландии, находится в графстве Литрим (провинция Коннахт) на трассе R199.